# Рёдельмайер
Рёдельмайер (нем. Rödelmaier) — община в Германии, в земле Бавария. 
Подчиняется административному округу Нижняя Франкония. Входит в состав района Рён-Грабфельд. Подчиняется управлению Бад Нойштадт ан дер Зале.  Население составляет 942 человека (на 31 декабря 2010 года). Занимает площадь 6,28 км².

## Население
По оценке на 31 декабря 2015 года население общины Рёдельмайер составляет 927 чел. 

| Дата      | 1840 | 1871 | 1900 | 1925 | 1939 | 1950 | 1961 | 1970 | 1987 | 2011 |
| --------- | ---- | ---- | ---- | ---- | ---- | ---- | ---- | ---- | ---- | ---- |
| Население | 526  | 539  | 447  | 500  | 522  | 671  | 634  | 682  | 752  | 926  |

| Год       | 1960 | 1970 | 1980 | 1990 | 2000 | 2009 | 2010 | 2011 | 2012 | 2013 | 2014 | 2015 |
| --------- | ---- | ---- | ---- | ---- | ---- | ---- | ---- | ---- | ---- | ---- | ---- | ---- |
| Население | 626  | 695  | 808  | 776  | 931  | 945  | 942  | 909  | 926  | 941  | 923  | 927  |